# Địa lý Lào
Lào là nước độc lập không giáp biển nằm ở khu vực Đông Nam Á. Xung quanh là các nước Trung Quốc, Việt Nam, Campuchia, Thái Lan và Myanmar. 

## Khái quát
Cụ thể như sau:
| Phía    | Giáp với   | Độ dài biên giới (km) |  |
| Bắc     | Trung Quốc | 505                   |  |
| Nam     | Campuchia  | 535                   |  |
| Đông    | Việt Nam   | 2 069                 |  |
| Tây Bắc | Myanmar    | 236                   |  |
| Tây     | Thái Lan   | 1 835                 |  |

Country geography
Nguồn: Cục Thống kê Lào, công khai tại đây Lưu trữ ngày 27 tháng 3 năm 2010 tại Wayback Machine.
| Hướng    | Nơi xa nhất   | Thuộc tỉnh | Tọa độ                                |
| Bắc      | Bản Lanetoui  | Phongsaly  | 22°30′B 101°46′Đ / 22,5°B 101,767°Đ   |
| Nam      | Bản Kynark    | Champasack | 13°54′B 106°06′Đ / 13,9°B 106,1°Đ     |
| Đông Nam | Sê Kaman      | Attapeu    | 15°19′B 107°38′Đ / 15,317°B 107,633°Đ |
| Đông Bắc | Napao Banetao | Huaphanh   | 20°05′B 104°59′Đ / 20,083°B 104,983°Đ |
| Tây      | Ban Khuan     | Bokeo      | 20°21′B 100°05′Đ / 20,35°B 100,083°Đ  |

Nguồn: Bộ Quốc phòng Lào. Dẫn lại từ Cục Thống kê Lào, công khai tại đây Lưu trữ ngày 27 tháng 3 năm 2010 tại Wayback Machine.

## Phân chia lãnh thổ

Phân chia lãnh thổ Lào thành các tỉnh thành

Phân chia lãnh thổ Lào thành các huyện thị

Lào đại thể có thể chia thành 3 miền.
- Bắc Lào gồm các tỉnh: Oudomxay, Xayabury, Xiengkhuang, Huaphanh, Bokeo, Phongsaly, Luangnamtha, Luangprabang.
- Trung Lào gồm các tỉnh thành: Thủ đô Viêng Chăn, tỉnh Viêng Chăn, Borikhamxay, Khammuane, và Savannakhet.
- Nam Lào gồm 4 tỉnh: Attapeu, Saravane, Sekong, Champasack

Lào chia thành 17 tỉnh và thủ đô Viêng Chăn. Các tỉnh lại chia thành các huyện (muang). Thành phố Viêng Chăn chia thành các quận.

## Địa hình

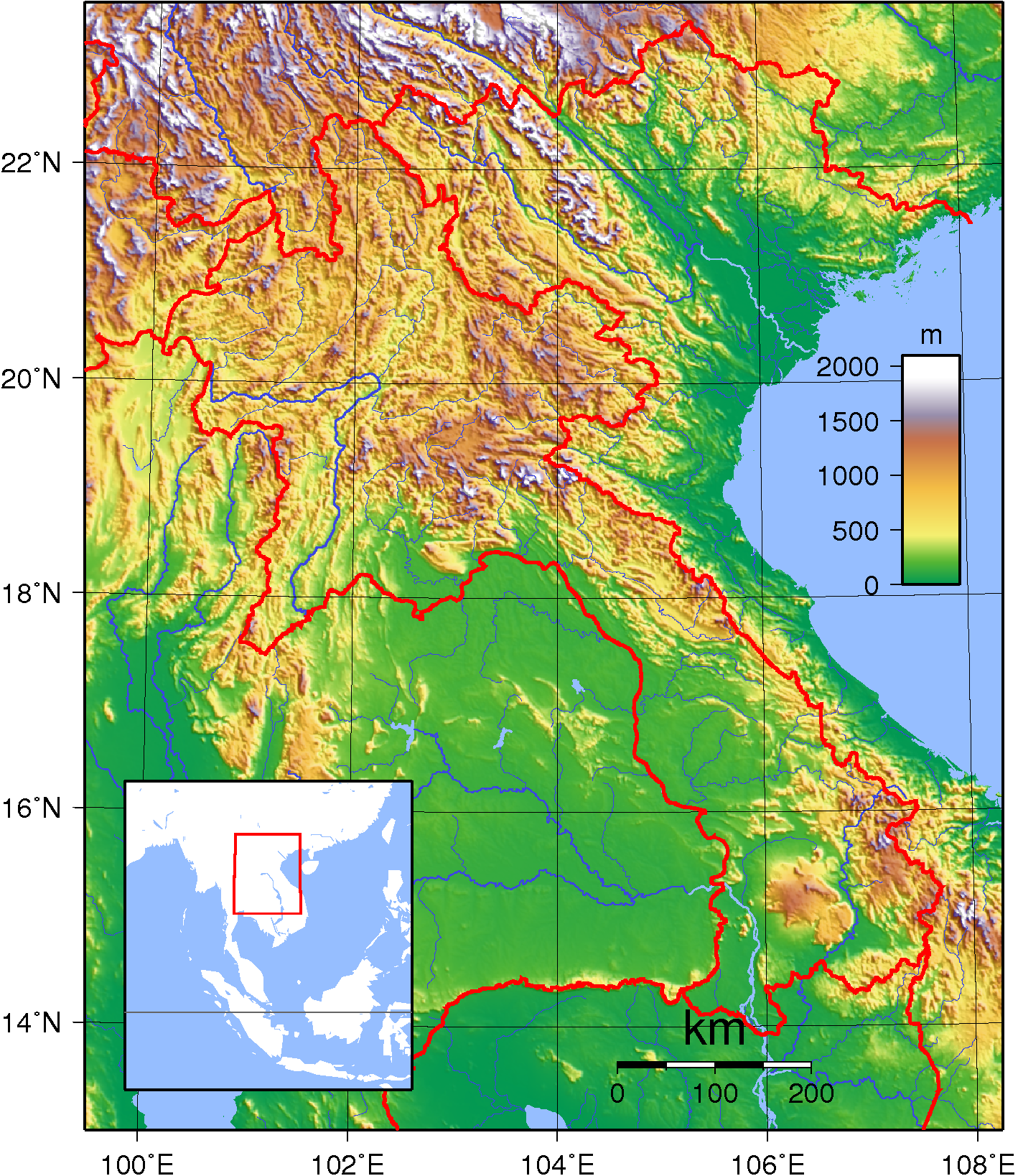
Địa hình Lào

Địa hình Lào chủ yếu là núi và cao nguyên với dãy Trường Sơn ở phía đông bắc và phía đông, dãy Luangprabang ở phía tây bắc. Các dãy núi khác có đặc trưng chủ yếu là địa hình dốc. Địa hình đồi núi trải dài khắp miền bắc đất nước trừ đồng bằng Viêng Chăn, cánh đồng Chum, cao nguyên Xiengkhuang. Phía tây nam ở các tỉnh Savannakhet, Champasack có diện tích đồng bằng lớn.

### Sông
Dưới đây là một số sông (nam, hay nậm) chính ở Lào.
| Sông                   | Chảy qua                | Độ dài (km) |
| Mekong                 | Lào                     | 1.898       |
| Nam Ou                 | Phongsaly-Luangprabang  | 448         |
| Nậm Ngừm               | Xiengkhuang-Viêng Chăn  | 354         |
| Nam Xebanghieng        | Savannakhet             | 338         |
| Nam Tha                | Luangnamtha-Bokeo       | 325         |
| Nam Xekong             | Saravane-Sekong-Attapeu | 320         |
| Nam Sebangfai          | Khammuane-Savannakhet   | 239         |
| Nam Beng               | Oudomxay                | 215         |
| Nam Xedone             | Saravane-Champasack     | 192         |
| Nam Xekhanong          | Savannakhet             | 115         |
| Nam Kading (Nam Theun) | Borikhamxay             | 103         |
| Nam Khane              | Huaphanh-Luangprabang   | 90          |

Nguồn: Ủy hội sông Mê Công. Dẫn lại từ Cục Thống kê Lào, công khai tại đây Lưu trữ ngày 27 tháng 3 năm 2010 tại Wayback Machine.

### Núi
Dưới đây là một số đỉnh núi (phu) cao nhất ở Lào. Hầu hết chúng ở trên dãy Trường Sơn (Xai phu luang) hoặc ở vùng Bắc Lào.
| Núi                | Tỉnh         | Độ cao (m) |
| Phu bia            | Xiengkhuang  | 2.820      |
| Phu xao            | Xiengkhuang  | 2.690      |
| Phu xamxum         | Xiengkhuang  | 2.620      |
| Phu huat           | Huaphanh     | 2.452      |
| Phu soy            | Luangprabang | 2.257      |
| Phu sane           | Xiengkhuang  | 2.218      |
| Phu laopy          | Luangprabang | 2.079      |
| Phu pane           | Huaphanh     | 2.079      |
| Phu khaomieng      | Xayabury     | 2.007      |
| Phu sanchanhta     | Luangprabang | 1.972      |
| Phu nameo          | Oudomxay     | 1.937      |
| Phu phakhao        | Luangprabang | 1.870      |
| Phu doychy         | Phongsaly    | 1.842      |
| Phu leb            | Xiengkhuang  | 1 761      |
| Phu sang           | Viêng Chăn   | 1.666      |
| Phu chaputao       | Luangnamtha  | 1.588      |
| Phu phiengbolavenh | Champasack   | 1 284      |
| Phu khaokhuai      | Vientiane    | 1.026      |

Nguồn: Bộ Quốc phòng Lào. Dẫn lại từ Cục Thống kê Lào, công khai tại đây Lưu trữ ngày 27 tháng 3 năm 2010 tại Wayback Machine Siu.

## Khí hậu

Diễn biến nhiệt độ trong năm tại thủ đô Viêng Chăn.

Về cơ bản, Lào có 2 mùa. Mùa mưa từ tháng 5 đến tháng 10. Mùa khô mát từ tháng 11 đến tháng 4; nhiệt độ ở Viêng Chăn có thể xuống đến hơn 10oC; các vùng núi cao có lúc nhiệt độ xuống rất thấp đến mức có băng giá, Xiengkhuang hay Phongsaly vào khoảng tháng 1 có lúc xuống đến 5oC. Mùa khô nóng từ tháng 3 đến tháng 4. Vùng ven sông Mê Công ở Hạ Lào vào mùa khô nóng có thể có lúc nhiệt độ lên tới 40oC.
Lượng mưa hàng năm (mm) đo được tại một số trạm khí tượng
| Năm  | Luangprabang | Thủ đô Viêng Chăn | Savannakhet | Pakse   |
| 2000 | 1 486.7      | 1 499.8           | 1 557.8     | 2 598.4 |
| 2001 | 1 795.0      | 1 659.0           | 1 919.9     | 2 348.6 |
| 2002 | 1 601.8      | 1 846.7           | 1 982.0     | 2 478.0 |
| 2003 | 1 399.0      | 1 481.0           | 1 492.3     | 2 029.1 |
| 2004 | 1 472.7      | 1 629.6           | 396.7       | 1 977.9 |
| 2005 | 1 435.0      | 1 667.8           | 1 768.2     | 1 956.1 |
| 2006 | 1 205.6      | 1 930.3           | 1 398.7     | 2 694.5 |
| 2007 | 1 295.0      | 1 667.5           | 1 444.7     | 1 967.5 |
| 2008 | 1 708.7      | 2 201.6           | 1 565.7     | 1 907.6 |
| 2009 | 1 259.4      | 1 482.8           | 1 565.7     | 2 209.6 |

Nguồn: Cục Khí tượng và Thủy văn Lào. Dẫn lại từ Cục Thống kê Lào, công khai tại đây Lưu trữ ngày 14 tháng 11 năm 2010 tại Wayback Machine.
Độ ẩm (%) cao nhất và thấp nhất trong các năm đo được tại một số trạm khí tượng
| Năm  | Luangprabang | '         | Thủ đô Viêng Chăn | '         | Savannakhet | '         | Pakse    | '         |
|      | Cao nhất     | Thấp nhất | Cao nhất          | Thấp nhất | Cao nhất    | Thấp nhất | Cao nhất | Thấp nhất |
| 2000 | 95           | 51        | 92                | 54        | 90          | 54        | 87       | 55        |
| 2001 | 95           | 51        | 92                | 55        | 87          | 54        | 87       | 52        |
| 2002 | 96           | 55        | 92                | 55        | 93          | 58        | 84       | 52        |
| 2003 | 96           | 75        | 91                | 72        | 95          | 75        | 87       | 70        |
| 2004 | 96           | 54,5      | 91,5              | 53,7      | 94          | 55,3      | 86       | 52        |
| 2005 | 95.5         | 55,3      | 89,6              | 53,9      | 93,7        | 58,1      | 85,9     | 55,3      |
| 2006 | 95           | 57        | 92                | 54        | 94          | 58        | 87       | 54        |
| 2007 | 97           | 52        | 91                | 52        | 92          | 51        | 88       | 52        |
| 2008 | 96           | 56        | 92                | 58        | 96          | 59        | 87       | 56        |
| 2009 | 95           | 50,7      | 90                | 55,3      | 96,1        | 59,3      | 87,8     | 54,4      |

Nguồn: Cục Khí tượng và Thủy văn Lào. Dẫn lại từ Cục Thống kê Lào, công khai tại đây Lưu trữ ngày 14 tháng 11 năm 2010 tại Wayback Machine.